# Jevgenija Isakova
Jevgenija Isakova, född den 27 november 1978, är en rysk friidrottare som tävlar i häcklöpning. 
Isakovas genombrott kom vid EM 2006 då hon vann guld på 400 meter häck på det nya personliga rekordet 53,93. Hon var även i final vid VM 2007 men slutade då först på en sjätte plats.